# We Are Who We Are
We Are Who We Are è una miniserie televisiva italo-statunitense co-creata e diretta da Luca Guadagnino per HBO e Sky Atlantic.

## Trama
La miniserie si concentra sulle vite di due adolescenti americani che vivono in una base militare statunitense a Chioggia, nel 2016.

## Personaggi e interpreti

### Personaggi principali
- Sarah Wilson, interpretata da Chloë Sevigny, doppiata da Claudia Catani.
Madre di Fraser e moglie di Maggie. È il nuovo colonnello e capo della base militare.
- Fraser Wilson, interpretato da Jack Dylan Grazer, doppiato da Lorenzo D'Agata.
Ragazzo quattordicenne timido e introverso che si trasferisce da New York in una base militare statunitense in Veneto con le sue due madri.
- Maggie Teixeira, interpretata da Alice Braga, doppiata da Alessia Amendola.
Madre di Fraser e moglie di Sarah. È un'infermiera militare nella clinica della base.
- Caitlin Poythress, interpretata da Jordan Kristine Seamón, doppiata da Vittoria Bartolomei.
Apparentemente sfrontata e sicura di sé, ha vissuto per anni nella base militare con la sua famiglia.
- Danny Poythress, interpretato da Spence Moore II, doppiato da Mattia Nissolino.
Fratello maggiore di Caitlin.
- Richard Poythress, interpretato da Scott Mescudi, doppiato da Marco Vivio.
Padre di Caitlin e secondo marito di Jenny. È un ufficiale della base e un convinto repubblicano.
- Jenny Poythress, interpretata da Faith Alabi, doppiata da Osas Imafidon.
Madre di Caitlin e Danny.
- Britney Orton, interpretata da Francesca Scorsese, doppiata da Veronica Benassi.
Migliore amica di Caitlin, è una ragazza spiritosa, diretta e disinibita.
- Sam Pratchett, interpretato da Ben Taylor, doppiato da Luca Tesei.
Fidanzato possessivo di Caitlin e fratello minore di Craig.
- Craig Pratchett, interpretato da Corey Knight, doppiato da Manuel Meli.
Giovane soldato allegro e affabile, fratello di Sam e amico di Danny.
- Jonathan Kritchevsky, interpretato e doppiato da Tom Mercier.
Giovane ufficiale e assistente di Sarah.

### Personaggi ricorrenti
- Valentina, interpretata da Beatrice Barichella.
Moglie di Craig.
- Enrico, interpretato da Sebastiano Pigazzi.
Vivace diciottenne veneto che ha un debole per Britney.
- Sole, interpretata da Vittoria Bottin.
- Giulia, interpretata da Nicole Celpan.
Ragazza intrigata da Harper.
- Teresa, interpretata da Maria Teresa Cerantola.
Proprietaria di un bar di Chioggia.

### Personaggi ospiti
- Colonnello McAunty, interpretato da Hans Bush.
- Colonnello Martin, interpretato da Jim Sweatman.
- Mel, interpretato da Tomeka Campbell Turley.
- Monica, interpretata da Gaia Schiralli.
- Loredana, interpretata da Lisa Lazzaro.
- Marta, interpretata da Brixhilda Shqalsi.
Ragazza di Jonathan.
- Anna, interpretata da Giulia Manzini.
- Angelo, interpretato da Jacopo Brigotti.
- Luca, interpretato da Arturo Gabbriellini.
- Futura, interpretata da Emma Segat.

Nell'ultimo episodio compare Devonté Hynes, il quale si esibisce al Locomotiv Club di Bologna come Blood Orange.

## Produzione
Commissionata da HBO e Sky Studios, la miniserie è stata prodotta da The Apartment, Wildside e Small Forward.
Le riprese della miniserie sarebbero dovute incominciare in Italia alla fine di maggio 2019, ma la produzione non iniziò prima della fine di luglio.
La maggior parte delle riprese si è svolta nella ex-base Bagnoli di Sopra, ridenominata per l'occasione Caserma Maurizio Pialati.
Altre scene sono state girate nel centro storico di Chioggia e sulla spiaggia a nord di Isolaverde (Chioggia).

## Distribuzione
La miniserie ha debuttato il 14 settembre 2020 su HBO negli Stati Uniti ed è stata trasmessa dal 9 al 30 ottobre dello stesso anno su Sky Atlantic in Italia.